# Біллі Кід
Вільям Генрі Маккарті (англ. William Henry McCarty; 23 листопада 1859 р. — 14 липня 1881 р.), відомий як Біллі Кід (англ. Billy the Kid, дослівно Малюк Біллі) — американський злочинець. Також був відомий під псевдонімами Генрі Антрім і Вільям Гаррісон Бонні.

## Біографія
Біллі Кід народився у Нью-Йорку. Вперше вбив людину, коли йому було вісімнадцять років. Вважається, що він скоїв вбивство двадцяти однієї людини, але фактична кількість наближена до дев'яти (чотирьох він убив сам, п'ятьох — з чужою допомогою).
Низькорослий і гнучкий, він мав блакитні очі, гладкі щоки й випнуті передні зуби. Багато газетних репортерів говорили, що «Біллі привабливий і приємний». Він також був товариським і тямущим, але ці якості ховалися під жорстким характером і твердою рішучістю, які в поєднанні з відмінним володінням зброєю і майже тваринним чуттям, зробили його небезпечним злочинцем. Його найбільш помітним атрибутом був капелюх сомбреро з широкою зеленою декоративною стрічкою. Прекрасно грав на музичних інструментах.
Хоча Біллі Кід не був широко відомий при житті, він став легендою через рік після смерті, коли його вбивця, шериф Пет Ґерретт, опублікував сенсаційну біографію злочинця під назвою «Справжнє життя Біллі Кіда». З подачі Ґерретта Біллі Кід став одним із символів Дикого Заходу.

## Спроба посмертного помилування
У грудні 2010 року адміністрація губернатора штату Нью-Мексико, Білла Річардсона, розглянула можливість посмертного помилування Біллі Кіда.
Підставою даного рішення вважається ймовірна угода, укладена між Кідом і тодішнім главою штату Лью Воллесом, який обіцяв дарувати Біллі Кіду прощення в обмін на зізнання, як мінімум, у трьох вбивствах, до того ж Воллес формально не дотримав свого договору.
У 2010 рік в офіс губернатора надав жителям Нью-Мексико можливість до 26 грудня висловити власну думку про можливість посмертного помилування знаменитого злочинця.
31 грудня 2010 року чинний губернатор штату Нью-Мексико відмовився посмертно помилувати Біллі Кіда: за його словами, результати розгляду виявилися неоднозначними.

## Фотографії Біллі Кіда

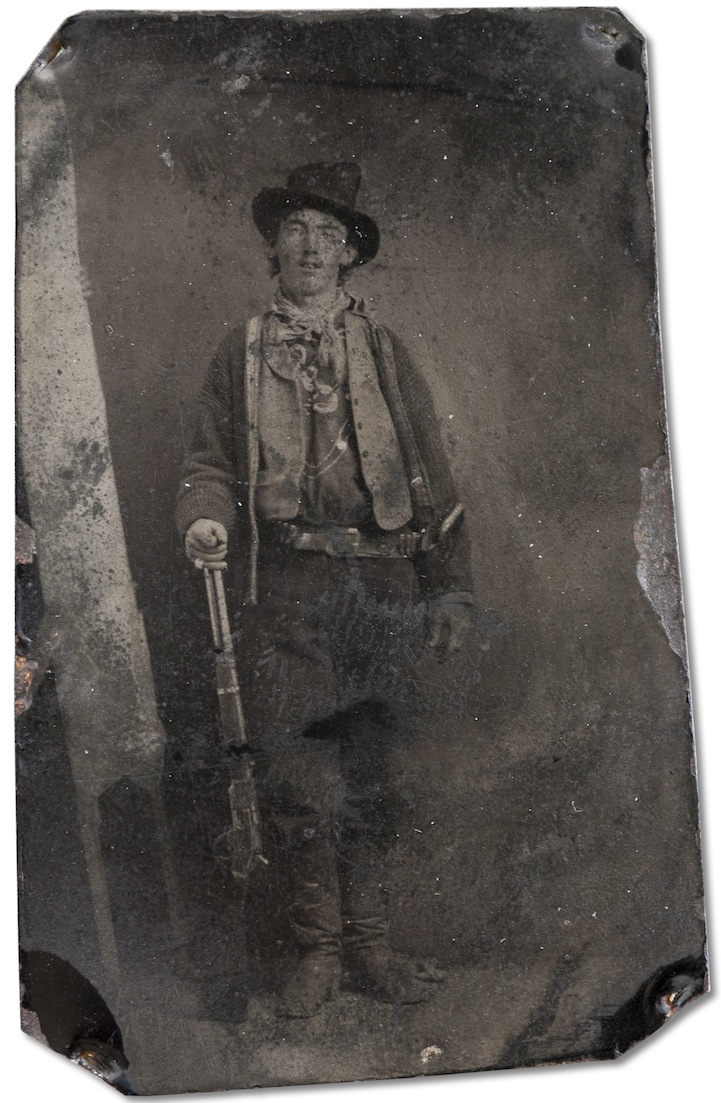
Біллі Кід біля салуна в Форт-Самнер, Нью Мексико, 1879 або 1880. Оригінал загальновідомого ферротипного знімка.

Довгий час була відома єдина фотографія (феротипія) легендарного американського бандита кінця XIX століття Біллі Кіда (див. праворуч). Як повідомляє Associated Press 25 червня 2011 року зображення було продано на 22-му щорічному аукціоні Brian Lebel's Old West Show & Auction в Денвері Вільяму Коху за 2,3 мільйона доларів.
Однак, 15 жовтня 2015 року була проведена експертиза нового ферротипа (див. Нижче), яка підтвердила, що на ньому зображені Біллі Кід і члени його банди, які грають у крокет. Ферротіп був зроблений в окрузі Лінкольн, штат Нью-Мексико (Джерело CNN). Фотографія була придбана каліфорнійським колекціонером Ренді Гіхаро (Randy Guijarro) за 2 долари у 2010 році. Після експертизи вартість зображення зросла до 5 мільйонів доларів.

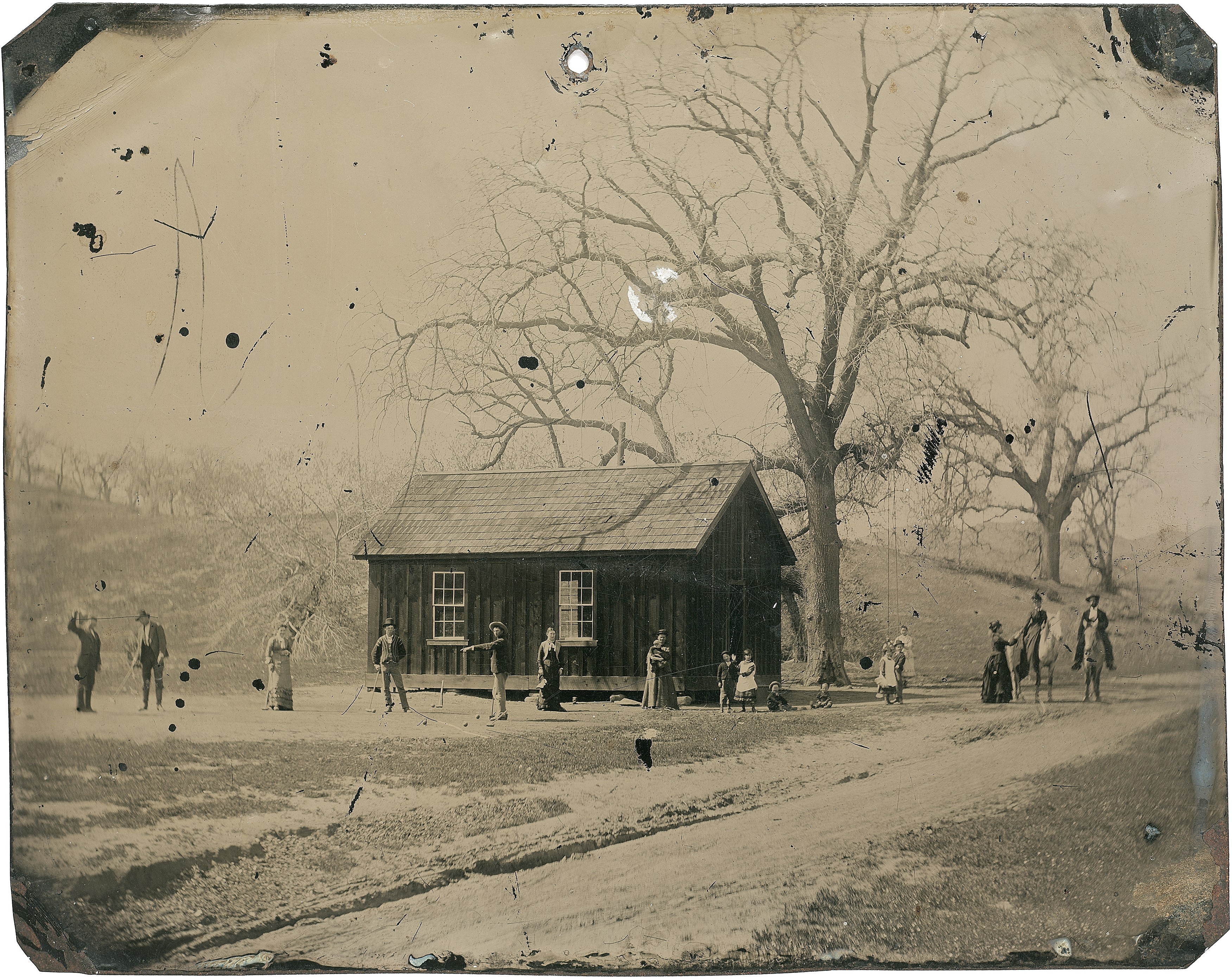
Біллі Кід і члени його банди, які грають у крокет. Округ Лінкольн, штат Нью-Мексико, кінець літа 1878. Оригінальне фото
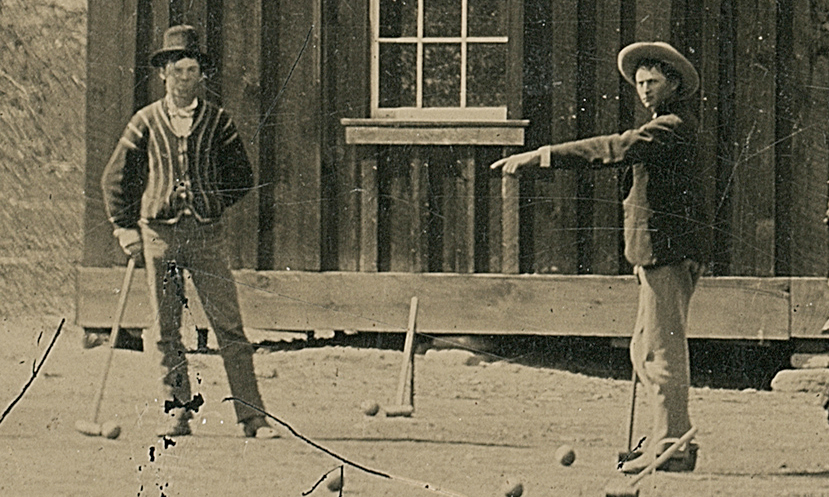
Фрагмент оригіналу

## Біллі Кід в мистецтві

### Кіно
- 1943 — Поза законом (реж. Говард Г'юз). У ролі Біллі Кіда — Джек Бьютел.
- 1958 — Пістолет в лівій руці (реж. Артур Пенн). У ролі Біллі Кіда — Пол Ньюман.
- 1973 — Пет Ґерретт і Біллі Кід (реж. Сем Пекінпа). У ролі Біллі Кіда — Кріс Крістофферсон.
- 1988 — Молоді стрільці (реж. Крістофер Кейн). У ролі Біллі Кіда — Еміліо Естевес.
- 1989 — Неймовірні пригоди Білла і Теда (реж. Стівен Херек). У ролі Біллі Кіда — Ден Шор.
- 1989 — Біллі Кід Гора Видала (реж. Вільям Грем). У ролі Біллі Кіда — Вел Кілмер.
- 1990 — Молоді стрільці 2 (реж. Джефф Мерфі). У ролі Біллі Кіда — Еміліо Естевес.
- 1999 — Чистилище (реж. Улі Едель). У ролі Біллі Кіда — Донні Уолберг.
- 2007 — Бладрейн 2: Звільнення (реж. Уве Болл). У ролі Біллі Кіда — Зак Уорд.
- 2009 — Щасливчик Люк (реж. James Huth). У ролі Біллі Кіда — Майкл Йон (Michael Youn).
- 2019 — Біллі Кід (реж. Вінсент Д'Онофріо). У ролі Біллі Кіда — Дейн Де Гаан.
- 2021 — Старий Генрі (реж. Потсі Пончіролі). У ролі Біллі Кіда — Тім Блейк Нельсон

### Музика
- Dschinghis Khan — Billy the Kid
- Running Wild — Billy the Kid
- Dia Frampton — Billy the Kid
- Marty Robbins — Billy the Kid

### Мультиплікація
- 2002 — мультсеріал «Сімпсони», серія «Treehouse of Horror XIII».

### Ігри
- 2013 — Call of Juarez: Gunslinger
- 2008 — Team Fortress 2 Комікси (Був першим розвідником синіх)
- 2013 — Ігровий автомат Dead or Alive від компанії Net Entertainment (використаний як один з п'яти символів «Wild»)
- 2001 — America: No Peace Beyond the Line
- 2015 — Fate/Grand Order